# Sauce arrabbiata
La sauce arrabbiata (en italien, sugo all'arrabbiata, littéralement « sauce enragée ») est une sauce piquante de la cuisine italienne. La recette traditionnelle est une base de sauce tomate mijotée avec de l'ail et du piment et agrémentée d'un peu de persil ou de basilic frais. Au moment de servir, on saupoudre généralement de fromage pecorino râpé.
Cette sauce originaire de la campagne romaine accompagne notamment les pennes (penne all'arrabbiata).
Le plat est partie intégrante de plusieurs films italiens, notamment La Grande Bouffe de Marco Ferreri, et Roma de Federico Fellini.